# Баларат
Баларат (на английски: Ballarat) е град в щата Виктория в Австралия, разположен в подножието на Голямата вододелна планина на около 105 километра северозападно от Мелбърн. Населението на целия градски район е около 94 088 души.

## Побратимени градове
- Айнаро, Източен Тимор
- Инагава, Япония
- Питърбъро, Великобритания
- Тайсин, Китай

## Галерея
- Баларат
- Университет Баларат
- Ботаническата градина на Баларат
- Кралица Виктория пред кулата на Кметството на Баларат
- Мемориал Титаник пред сградата на Института по механика
- Хотел „Craigs“